# Viehstall (Beilngries)
Viehstall ist ein Teil der Gemarkung Paulushofen und Ortsteil der Stadt Beilngries im oberbayerischen Landkreis Eichstätt.

## Lage
Die Einöde liegt südöstlich von Paulushofen auf der Hochfläche der südlichen Frankenalb im Naturpark Altmühltal und ist über eine Abzweigung der nördlich vorbeiführenden Bundesstraße 299 zu erreichen.

## Geschichte
Viehstall liegt an der ehemaligen Salzstraße, die von der Donau nach Neumarkt in der Oberpfalz und weiter führte. 1579 wird er als „Füllstall“ genannt.
Im Zuge der Säkularisation kam 1802 das untere Hochstift, zu dessen Kastenamt Beilngries das Dorf Paulushofen mit der Einöde Viehstall gehörte, an Großherzog Erzherzog Ferdinand III. von Toskana und 1806 an Bayern. 1808 wurde Paulushofen mit Viehstall und dem Ort Neuzell zum Steuerdistrikt Paulushofen des Landgerichts und Rentamts Kipfenberg im Altmühlkreis zusammengefasst. 1810 gehörte dieses Gemeindegebilde zum Oberdonaukreis mit der Hauptstadt Eichstätt und ab 1817 zum Regenkreis und der Hauptstadt Regensburg. Ab 1838 war der Bezirk Beilngries und mit ihm die Gemeinde Paulushofen/Viehstall/Neuzell Teil des Kreises Mittelfranken mit der Hauptstadt Ansbach. 
Mit der bayerischen Gebietsreform wurde die Gemeinde Paulushofen zusammen mit Viehstall zum 1. Januar 1972 in die Stadt Beilngries eingegliedert.
Kirchlich gehört Viehstall zur katholischen Pfarrei Paulushofen.